# Daniel Huttlestone
Daniel Richard Huttlestone, född 17 september 1999 i Havering, London, är en brittisk skådespelare. 
Han är bland annat känd för rollen som Gavroche i filmen Les Misérables från 2012 och som Jack i musikalfilmen Into the Woods. Han har nominerats två gånger till Young Artist Award för bästa unga biroll.

## Filmografi
- 2012 – Les Misérables
- 2014 – Into the Woods
- 2016 – The Lost City of Z